# Dronte
 "Dodo" omdirigeres hertil. For den danske sangerinde, se Dodo Gad.
 Der er for få eller ingen kildehenvisninger i denne artikel, hvilket er et problem. Du kan hjælpe ved at angive troværdige kilder til de påstande, som fremføres i artiklen.

Dronten (latin: Raphus cucullatus) er en uddød, ca. 1 m høj ikke-flyvende fugl fra Mauritius. Navnet Dodo, der af og til ses i oversatte tekster, kommer af et gammelt portugisisk ord: doudo = "sinke". Dronterne levede af frugter og nødder og byggede deres reder på jorden. Dronten var fuldstændig frygtløs over for mennesker og det gjorde den til et let bytte i sammenhæng med, at den ikke kunne flyve. Fuglen var udryddet allerede i 1693 (estimat af biologerne David L. Roberts og Andrew R. Solow), og der findes ingen hele eksemplarer på museerne. De sørgelige rester af den sidste, udstoppede dronte fandtes på Ashmolean Museum i Oxford, men de måtte brændes i 1755.

## Beskrivelse
Ud fra kunstneriske fremstillinger ved man dog, at dronten havde blågrå fjerdragt og en krøllet tot fjer som hale. Den havde et 23 cm langt, krumt næb, som var næsten sort med en rødlig spids. Vingerne var korte og ubrugelige, men de gule ben var kraftige. Det reducerede brystben viser, at fuglene må have mistet flyveevnen for længe siden, og man anser disse tunge (mere end 20 kg), jordlevende fugle for at være en tilpasning til den økologiske niche, at leve på en ø uden rovdyr.
Der er rejst tvivl om det traditionelle syn på dronten som en fed, kluntet fugl. Andrew Kitchener, der er biolog ved Royal Museum of Scotland mener (i en artikel i National Geographic News fra februar 2002), at de gamle tegninger af fuglen kan være lavet efter overfodrede dyr, der blev holdt i fangenskab.

## Drontens slægtninge
Den sidste kendte dronte blev dræbt mindre end 100 år efter, at man havde fundet arten (Mauritius blev opdaget af portugisiske søfolk i 1505, men det blev hollænderne, som etablerede fast beboelse på øen). Det er dog lykkedes at indsamle arvemateriale fra spredte rester af dronter på forskellige museer, og ved at undersøge dem har man fastslået, at dronten var en nær slægtning til de duearter, der findes i Afrika og Sydasien.
En dronteagtig fugl blev senere opdaget på en ø i nærheden af Mauritius. På Rodrigues-øen fandt man i 1691 en fugl, som blev kaldt "Den enlige fra Rodrigues" (Pezophaps solitarius). Denne art blev udryddet i løbet af 1760'erne. En sammenlignende DNAanalyse af en fod fra dronten og et lårben fra Rodrigues-fuglen viste som forventet, at dronten og "den enlige" var tæt beslægtede. Derimod var det mere overraskende, at begge fuglene var tættere knyttet til duerne, end man havde troet, og at de stod særligt nær på en dueart fra Nicobarerne, Caloenus nicobarica.

## Drontens økologiske betydning
I 1973 opdagede videnskabsfolk, at en bestemt træart på Mauritius, det såkaldte "Drontetræ" (Sideroxylon grandiflorum eller Calvaria major) var ved at uddø. Der var kun 13 eksemplarer tilbage, og de var alle mere end 300 år gamle. Det stemte ret præcist med tidspunktet for udryddelsen af dronten. Man mente, at dronterne åd træernes frø, men at kernerne kun blev spiredygtige ved at passere gennem fuglenes fordøjelsessystem. Efter nogle forsøg fandt man frem til, at det samme skete, når man lod kalkuner æde frøene. På den måde trådte kalkunerne ind i dronternes niche, og træarten var reddet. Senere har det dog vist sig, at man simpelthen havde overset unge planter, og at det måske i virkeligheden var den uddøde papegøjeart, Lophopsittacus mauritianus, snarere end dronten, som havde den afgørende rolle i træets biologi.

## Uddøen
Den vedholdende historie om, at dronterne blev brugt som mad af de søfarende på det Indiske Ocean mellem Kap det gode håb og Asien, har hverken noget historisk eller arkæologisk grundlag. Portugiserne spiste så godt som aldrig dronter, da de anså dem for at være seje i kødet og fyldt med ben. De hollandske nybyggere kaldte fuglen for Walgvogel ("afskyelig fugl") på grund af den ubehagelige smag og konsistens i kødet. Man har heller aldrig fundet dronteknogler i de gamle møddinger ved det hollandske fort, Frederik Hendrik.
Derimod er det en kendsgerning, at de første nybyggere bragte dyr med sig, som aldrig havde været på Mauritius før. Der var f.eks. svin, aber og rotter med dem og de plyndrede fuglenes reder, samtidig med at menneskene fældede de skove, hvor fuglene holdt til.

## Drontens kulturelle betydning
Dronten optræder jævnligt i europæisk skønlitteratur, også fra før den uddøde, som symbol på fjerne lande og på grådighed, på grund af fuglens velpolstrede udseende. Dronten medvirker i Lewis Carrolls Alice's Adventures in Wonderland fra 1865. Man mener, at Carroll, der stammede, identificerede sig med fuglen, fordi man kom til at tænke på fuglens engelske navn, dodo, når Carroll præsenterede sig som "Do-do-dodgson", hans egentlige efternavn. Carroll og pigen der inspirerede ham til Alice-figuren, havde på det naturhistoriske museum i Oxford set de udstillede dronter. Bogens popularitet gjorde dronten til et kendt symbol på udryddelse.

## Eksternt link
- The Oxford dodo: dronte på det Naturhistoriske Museum ved Oxford Universitet